# Чугошвили, Иосиф Иванович
Иосиф Иванович Чугошвили (груз. იოსებ ივანეს ჩუგოშვილი, р.27 июня 1986) — белорусский борец греко-римского стиля, призёр чемпионатов Европы и Европейских игр.

## Биография
Родился в 1986 году в Телави (Грузинская ССР, СССР), впоследствии переехал в Белоруссию. В 2008 году стал бронзовым призёром чемпионата Европы. В 2012 году принял участие в Олимпийских играх в Лондоне, но там стал лишь 5-м. В 2015 году завоевал бронзовую медаль Европейских игр. Такого же результата он добился на чемпионате Европы 2016 года в Риге.